# ロベルト・リオス
ロベルト・リオス・パトゥス（Roberto Ríos Patus、1971年10月8日 - ）は、スペイン・ビルバオ出身の元同国代表サッカー選手。ポジションはディフェンダー。

## クラブ経歴
レアル・ベティスの下部組織出身。1992-93シーズンにトップチームデビューを果たすと、当時セグンダ・ディビシオン (2部相当)に在籍していたベティスで着実に出場機会を増やしていった。1993-94シーズンにプリメーラ・ディビシオン (1部)昇格を決めると、出場機会が減少した。それでも1996-97シーズン、チームの大黒柱として活躍し、この1996年にスペイン代表から初招集を受けた。シーズン終了後、アスレティック・ビルバオに移籍した。ビルバオでも中心選手となり、チームのリーグ2位フィニッシュに貢献し、UEFAチャンピオンズリーグ出場権を獲得した。2002年、現役を引退。
現役を引退後は、古巣レアル・ベティスやデポルティーボ・ラ・コルーニャなどでアシスタントコーチを務めた。

## 人物
父親はレアル・ベティスなどでプレーしたエウセビオ・リオス。ベティスでは公式戦250試合以上に出場した。